# Giacomo Fornoni
Giacomo Fornoni (Gromo, 26 december 1939 - Rogeno, 26 september 2016) was een Italiaans wielrenner.
Fornoni won tijdens de Olympische Zomerspelen 1960 in eigen land samen met zijn ploeggenoten de gouden medaille op de 100 kilometer ploegentijdrit. Fornoni nam viermaal deel aan de Ronde van Italië.

## Resultaten op kampioenschappen
| Jaar | WK | Olympische Zomerspelen |
| ---- | -- | ---------------------- |
| 1960 |    | ploegentijdrit         |

## Resultaten in voornaamste wedstrijden
| Jaar | Ronde van Italië | Ronde van Frankrijk | Ronde van Spanje |
| ---- | ---------------- | ------------------- | ---------------- |
| 1961 |                  |                     |                  |
| 1962 | opgave           |                     |                  |
| 1963 | 80e              |                     |                  |
| 1964 |                  |                     |                  |
| 1965 | 51e              |                     |                  |
| 1966 | 81e              |                     |                  |

| Jaar | Milaan-San Remo | Ronde van Lombardije |
| ---- | --------------- | -------------------- |
| 1961 |                 | 22e                  |
| 1962 | 78e             |                      |
| 1963 | 71e             |                      |
| 1964 | 67e             |                      |
| 1965 |                 |                      |
| 1966 |                 |                      |

1960: Trapè, Bailetti, Cogliati, Fornoni ·
1964: Zoet, Dolman, Karstens, Pieterse ·
1968: Zoetemelk, Den Hertog, Krekels, Pijnen ·
1972: Jardi, Komnatov, Lichatsjov, Sjoekov ·
1976: Tsjoekanov, Tsjaplygin, Kaminski, Pikkuus ·
1980: Kasjirin, Logvin, Sjelpakov, Jarkin ·
1984: Bartalini, Giovannetti, Poli, Vandelli ·
1988: Ampler, Kummer, Landsmann, Schur ·
1992: Dittert, Meyer, Peschel, Rich
Wielerploegen van Giacomo Fornoni
Arienti ·
Babini (vanaf 02/10) ·
Bampi ·
Cerato (vanaf 15/06) ·
Chiodini · 
Costalunga ·
Fallarini ·
Fornoni ·
Grilli ·
Messina ·
Pellicciari ·
Ratti ·
Ricco ·
Venturelli ·
Zamboni
Acconcia ·
Aldovini ·
Arienti ·
Babini ·
Cerato ·
Chiodini · 
De Rosso ·
Falaschi ·
Fallarini ·
Fornoni ·
Galeaz ·
Meldolesi ·
Pellegrini ·
Rüegg ·
Venturelli ·
Zamboni
Baffi ·
Bongioni ·
Boni ·
Carlesi ·
Cerato ·
Dancelli (vanaf 06/09) · 
Dante ·
De Rosso ·
Falaschi ·
Fallarini ·
Fornoni ·
Talamona (vanaf 02/09) ·
Terruzzi ·
Velucchi
Baffi ·
Beraldo ·
Bongioni ·
Dancelli · 
De Rosso ·
Fornoni ·
Manca ·
Motta ·
Neri ·
Talamona
Beraldo ·
Binggeli ·
Bongioni ·
Brugnami ·
Colombo ·
Dancelli · 
de Prà ·
De Rosso ·
Di Maria ·
Fezzardi ·
Fontona ·
Fornoni ·
Motta ·
Neri ·
Portalupi ·
Scandelli ·
Stefanoni
R. Altig  ·
W. Altig ·
Anni ·
Binggeli ·
Colombo ·
Dancelli · 
de Prà ·
De Rosso ·
Fezzardi ·
Fornoni ·
Geldermans ·
Motta ·
Neri ·
Scandelli ·
Stefanoni ·
Timón ·
Tosello
R. Altig  ·
W. Altig ·
Anni ·
Balmamion ·
Bodrero ·
Colombo ·
de Prà ·
Fezzardi ·
Fornoni ·
Motta ·
Passuello ·
Preziosi ·
Renz ·
Scandelli ·
Terruzzi ·
Tosello ·
Vanughi
Anni ·
Balmamion ·
Basso ·
Blanc ·
Bodrero ·
Campagnari ·
Fezzardi ·
Fornoni ·
Macchi ·
Motta ·
Schütz ·
Temporin (tot 30/04) ·
Tosello
Anni ·
Basso ·
Bianco ·
Boifava ·
Dancelli ·
Fontanelli ·
Fornoni ·
Maggioni ·
Pecchielan ·
Pifferi ·
Polidori ·
Santambrogio ·
Santantonio ·
Schütz ·
Tosello ·
Vianelli